# Калексико
Калексико (на английски: Calexico) е град в окръг Импириъл, щата Калифорния, САЩ. Калексико е с население от 40 351 жители (по приблизителна оценка от 2017 г.) и обща площ от 20,38 km². Намира се на 2 m надморска височина. ЗИП кодовете му са 92231 – 92232, а телефонният му код е 760.